# Marie i haven
Marie i haven er et maleri af den danske skagensmaler P.S. Krøyer. Maleriet forestiller Krøyers hustru Marie Krøyer i parrets have i Skagen. Værket måler 58,2 x 47,9 cm.
Værket blev i 2000 solgt på auktion ved auktionshuset Christie's i London,  hvor det indbragte kr. 7.835.000, hvad der på daværende tidspunkt var det næstdyreste danske kunstværk. Værket er i dag i privateje. 